# Казаваторе
Казаваторе (итал. Casavatore) је насеље у Италији у округу Напуљ, региону Кампанија.
Према процени из 2011. у насељу је живело 18663 становника. Насеље се налази на надморској висини од 85 м.

## Становништво
| 1931. | 1936. | 1951. | 1961. | 1971.  | 1981.  | 1991.  | 2001.  | 2011.  |
| ----- | ----- | ----- | ----- | ------ | ------ | ------ | ------ | ------ |
| 3.756 | 4.151 | 5.007 | 5.803 | 13.292 | 20.182 | 20.869 | 20.087 | 18.663 |